# زعيم المعارضة (إسرائيل)
زعيم المعارضة (بالعبرية: יושב ראש האופוזיציה)، هو السياسي الذي يقود المعارضة الرسمية في الهيئة التشريعية الإسرائيلية، الكنيست.
حتى ومع عدم وجود قانون يحدد دور زعيم المعارضة حتى عام 2000 ، كان من المعتاد ان تنعقد اجتماعات بين رئيس مجلس الوزراء ورئيس أكبر حزب خارج الحكومة. ولكن انعقاد هذه الاجتماعات كان يتم فقط وفقًا لقرار رئيس الوزراء، وبالتالي أصبح الكنيست في حاجة لتمرير مشروع قانون من شأنه ترسيخ موقف زعيم المعارضة، من أجل تعزيز وضع المعارضة باعتبارها أداة الرقابة على أنشطة الحكومة.
ففي أوائل عام 2000، تم التقدم بمشروعي قانونين إلى الكنيست لتعديل وضع زعيم المعارضة. كان واحدًا منهم هو «مشروع قانون الحكومة» (مشروع القانون الذي قدمته الحكومة)، والآخر هو «مشروع قانون الأعضاء المستقلين» (بمبادرة من عضو أو مجموعة من أعضاء الكنيست)، وقدمه عضو الكنيست عوزي لانداو. وقد تم دمج المشروعين إلى تعديل واحد، وفي يوم 17 يوليو، 2000، وافق الكنيست على التعديل 8 لـ«قانون الكنيست» لعام 1994، حيث أضيف فصل رقم 6 ضمن هذا القانون، والذي يحدد الخطوط العريضة لدور زعيم المعارضة.